# مالايكا نيانزي
مالايكا تينشي نيانزي (بالإنجليزية: Malaika Tenshi Nnyanzi)‏، هي مُمثلة وشخصية تلفزيونية وعارضة أزياء أوغندية. شاركت مالايكا في عدة أفلام أبرزها كانت أفلام أمنية فيرونيكا وسرير الأشواك.

## وصلات خارجية
- مالايكا نيانزي في قاعدة بيانات الأفلام على الإنترنت